# Euxoamorpha eschata
Euxoamorpha eschata là một loài bướm đêm thuộc họ Noctuidae. Loài này có ở Magallanes và Antartica thuộc Chile của Chile và Bariloche và Buenos Aires ở Argentina.
Sải cánh dài 33–35 mm. Con trưởng thành bay từ tháng 11 đến tháng 2.